# Micrathena similis
Micrathena similis är en spindelart som beskrevs av Bryant 1945. Micrathena similis ingår i släktet Micrathena och familjen hjulspindlar. Inga underarter finns listade i Catalogue of Life.